# Saint-Hellier
Saint-Hellier è un comune francese di 438 abitanti situato nel dipartimento della Senna Marittima nella regione della Normandia.

## Società

### Evoluzione demografica
Abitanti censiti